# Expeditie Robinson 2003
Expeditie Robinson 2003 (en castellano, 'Expedición Robinson') fue un reality show de supervivencia extrema, esta es la 4.ta temporada del reality show belga-holandés Expeditie Robinson, transmitido por NET 5 y VT4. Fue conducido por Ernst-Paul Hasselbach y Roos Van Acker, se estrenó el 13 de septiembre de 2003 y finalizó el 6 de diciembre de 2003. Esta temporada fue grabado en Indonesia, específicamente en Kelapa y contó con 16 participantes. La belga Jutta Borms es quien ganó esta temporada.
Esta cuarta temporada contó con 16 participantes divididos en 2 tribus; la primera es la tribu Pantai representada por el color verde y la segunda es Timo representada por el color amarillo. Esta temporada duró 46 días.

## Equipo del Programa
- Presentadores: 
  - Ernst-Paul Hasselbach, lidera las competencias por equipos.
  - Roos Van Acker, lidera los consejos de eliminación.

## Participantes
| Participante                           | Edad | Tribu Original | Tribu Mezclada                            | Tribu Definitiva                          | Resultado Final                            | Estadía |
| -------------------------------------- | ---- | -------------- | ----------------------------------------- | ----------------------------------------- | ------------------------------------------ | ------- |
| Jutta Borms Médico.                    | 30   | Pantai         | Timo                                      | Kelapa                                    | Ganadora de Expeditie Robinson 2003        | 47 días |
| Judge Chambliss Diseñador.             | 30   | Timo           | Pantai                                    | Kelapa                                    | 2.° lugar de Expeditie Robinson 2003       | 47 días |
| Ilona Laan Estudiante.                 | 22   | Pantai         | Pantai                                    | Kelapa                                    | 14.ta Eliminada de Expeditie Robinson 2003 | 46 días |
| Giovani Oosters Cocinero.              | 27   | Timo           | Pantai                                    | Kelapa                                    | 13.er Eliminado de Expeditie Robinson 2003 | 44 días |
| Robin Ibens Psicólogo.                 | 28   | Timo           | Timo                                      | Kelapa                                    | 12.do Eliminado de Expeditie Robinson 2003 | 44 días |
| Franca-Maria Reichmann Periodista.     | 41   | Pantai         | Pantai                                    | Kelapa                                    | 11.ra Eliminada de Expeditie Robinson 2003 | 35 días |
| Ryan Esch Empresario.                  | 37   | Timo           | Timo                                      | Kelapa                                    | 10.mo Eliminado de Expeditie Robinson 2003 | 30 días |
| Björn Lemeire Camionero.               | 31   | Pantai         | Pantai                                    | Kelapa                                    | 9.no Eliminado de Expeditie Robinson 2003  | 27 días |
| Geert Speybroek Dueño de un hotel.     | 39   | Timo           | Timo                                      | Kelapa                                    | 8.vo Eliminado de Expeditie Robinson 2003  | 24 días |
| Karen Vanautgaerden Cajera.            | 28   | Pantai         | Pantai                                    | Kelapa                                    | 7.ma Eliminada de Expeditie Robinson 2003  | 21 días |
| Eric Sloten Fiscal.                    | 43   | Timo           | Timo                                      |                                           | Abandona Por lesión                        | 16 días |
| Eva Willems Profesora de actuación.    | 25   | Pantai         | Pantai                                    | 5.ta Eliminada de Expeditie Robinson 2003 | 15 días                                    |         |
| Fatima Aboulouafa Policía.             | 33   | Timo           | Timo                                      | Abandona Voluntariamente                  | 11 días                                    |         |
| Esther Poel DJ.                        | 33   | Pantai         |                                           | 3.ra Eliminada de Expeditie Robinson 2003 | 9 días                                     |         |
| Marlieke Muilwijk Profesora de música. | 19   | Pantai         | 2.da Eliminada de Expeditie Robinson 2003 | 6 días                                    |                                            |         |
| Simon Monbaliu Estudiante.             | 19   | Timo           | 1.er Eliminado de Expeditie Robinson 2003 | 3 días                                    |                                            |         |

## Desarrollo

### Competencias
| Episodio | Emisión                  | Inmunidad             | Eliminado       | Salida |
| -------- | ------------------------ | --------------------- | --------------- | ------ |
| 1        | 13 de septiembre de 2003 | Pantai                | Simon           | Día 3  |
| 2        | 20 de septiembre de 2003 | Timo                  | Marilieke       | Día 6  |
| 3        | 27 de septiembre de 2003 | Timo                  | Esther          | Día 9  |
| 4        | 4 de octubre de 2003     | Pantai                | Fatima          | Día 11 |
| 5        | 11 de octubre de 2003    | Timo                  | Eva             | Día 15 |
| 6        | 18 de octubre de 2003    | Pantai                | Eric            | Día 16 |
| 7        | 25 de octubre de 2003    | Ryan                  | Karen           | Día 21 |
| 8        | 1 de noviembre de 2003   | Giovani               | Geert           | Día 24 |
| 9        | 8 de noviembre de 2003   | Robin                 | Björn           | Día 27 |
| 10       | 15 de noviembre de 2003  | Giovani               | Ryan            | Día 30 |
| 11       | 22 de noviembre de 2003  | Robin                 | Franca-Maria    | Día 35 |
| 12       | 29 de noviembre de 2003  | Robin                 | Ilona           | Día 38 |
| 13       | 6 de diciembre de 2003   | Jutta / Judge         | Robin / Giovani | Día 46 |
| Episodio | Emisión                  | Consejo final         | Ganadora        | Salida |
| 13       | 6 de diciembre de 2003   | Jutta / Judge / Ilona | Jutta           | Día 47 |

### Jurado Final
| Participante | Puesto     | Vota por |
| ------------ | ---------- | -------- |
| Karen        | 1° Miembro | Judge    |
| Geert        | 2° Miembro | Jutta    |
| Björn        | 3° Miembro | Jutta    |
| Franca-Maria | 4° Miembro | Jutta    |
| Ryan         | 5° Miembro | Jutta    |
| Robin        | 6° Miembro | Judge    |
| Giovani      | 7° Miembro | Judge    |
| Ilona        | 8° Miembro | Judge    |

## Estadísticas Semanales
| Participante | Episodio  | Episodio  | Episodio  | Episodio  | Episodio  | Episodio  | Episodio     | Episodio     | Episodio     | Episodio     | Episodio     | Episodio     | Episodio     |
| Participante | Equipos   | Equipos   | Equipos   | Equipos   | Equipos   | Equipos   | Individuales | Individuales | Individuales | Individuales | Individuales | Individuales | Individuales |
| Participante | 1         | 2         | 3         | 4         | 5         | 6         | 7            | 8            | 9            | 10           | 11           | 12           | 13           |
| ------------ | --------- | --------- | --------- | --------- | --------- | --------- | ------------ | ------------ | ------------ | ------------ | ------------ | ------------ | ------------ |
| Jutta        | Gana      | Salvada   | Salvada   | Salvada   | Gana      | Salvada   | Salvada      | Salvada      | Salvada      | Salvada      | Salvada      | Salvada      | Ganadora     |
| Judge        | Salvado   | Gana      | Gana      | Gana      | Salvado   | Gana      | Salvado      | Salvado      | Salvado      | Salvado      | Salvado      | Salvado      | 2.º Lugar    |
| Ilona        | Gana      | Salvada   | Salvada   | Gana      | Salvada   | Gana      | Salvada      | Salvada      | Salvada      | Salvada      | Salvada      | Reingresa    | Eliminada    |
| Giovani      | Salvado   | Gana      | Gana      | Gana      | Salvado   | Gana      | Salvado      | Inmune       | Salvado      | Inmune       | Salvado      | Salvado      | Eliminado    |
| Robin        | Salvado   | Gana      | Gana      | Salvado   | Gana      | Eliminado | Reingresa    | Salvado      | Inmune       | Salvado      | Inmune       | Inmune       | Eliminado    |
| Franca-Maria | Gana      | Salvada   | Salvada   | Gana      | Salvada   | Gana      | Salvada      | Salvada      | Salvada      | Salvada      | Eliminada    |              |              |
| Ryan         | Salvado   | Gana      | Gana      | Salvado   | Gana      | Salvado   | Inmune       | Salvado      | Salvado      | Eliminado    |              |              |              |
| Björn        | Gana      | Salvado   | Salvado   | Gana      | Salvado   | Gana      | Salvado      | Salvado      | Eliminado    |              |              |              |              |
| Geert        | Salvado   | Gana      | Gana      | Salvado   | Gana      | Salvado   | Salvado      | Eliminado    |              |              |              |              |              |
| Karen        | Gana      | Salvada   | Salvada   | Gana      | Salvada   | Gana      | Eliminada    |              |              |              |              |              |              |
| Eric         | Salvado   | Gana      | Gana      | Eliminado | Reingresa | Abandona  |              |              |              |              |              |              |              |
| Eva          | Gana      | Salvada   | Salvada   | Gana      | Eliminada |           |              |              |              |              |              |              |              |
| Fatima       | Salvada   | Gana      | Gana      | Abandona  |           |           |              |              |              |              |              |              |              |
| Esther       | Gana      | Salvada   | Eliminada |           |           |           |              |              |              |              |              |              |              |
| Marilieke    | Gana      | Eliminada |           |           |           |           |              |              |              |              |              |              |              |
| Simon        | Eliminado |           |           |           |           |           |              |              |              |              |              |              |              |

Competencia en equipos (Días 1-20)
     El participante gana junto a su equipo y continua en competencia.
     El participante pierde junto a su equipo pero no es eliminado.
     El participante pierde junto a su equipo y posteriormente es eliminado.
     El participante es eliminado, pero vuelve a ingresar.
     El participante abandona la competencia.
Competencia individual (Días 21-47)
     Ganadora de Expeditie Robinson 2003.
     2°.Lugar de Expeditie Robinson 2003.
     El participante gana la competencia y queda inmune.
     El participante pierde la competencia, pero no es eliminado.
     El participante es eliminado de la competencia.